# Shin-Imayama
Shin-Imayamaは、日本のボーカリスト。

## 略歴
東京在住。血液型はA型。国内外のアーティストのコーラスサポート、ステージサポート、レコーディングワーク、幅広く活動を行っている。

## 現在参加中のバンドユニット等
- Try-Tone（サポート）
- NHK「うたコン」レギュラーコーラス

## 過去に参加していたバンド・ユニット　TVコーラス参加
- 東京ディズニーランド　東京ディズニーシー　「Voices of Christmas」（ヴォイス・オブ・クリスマス）「Harmony Friends」（ハーモニーフレンズ）ディズニーシンガーとして参加　２００６年〜２０１２年
- ２００９年　ミュージックフェア　谷村新司　コーラス
- ２０１０年　ミュージックフェア　WaT        コーラス
- ２０１０年　ミュージックフェア　徳永英明　コーラス
- ２０１１年　ミュージックフェア　槇原敬之　コーラス
- ２０１４年　ミュージックフェア　ナオトインティライミ　コーラス
- ２０１４年　ミュージックフェア　石井達也　コーラス
- ２０１４年　ミュージックフェア　坂本冬美　コーラス
- ２０１５年　Sound Horizon「Nein」　出演
- ２０１６年　ミュージックステーション　コブクロ　コーラス
- ２０１６年〜２０１８年　　NHK紅白歌合戦　ハウスバンド　コーラス
- ２０１６年〜２０１８年　　NHK思い出のメロディー　コーラス
- ２０１８年　芸能人格付けチェック BASIC～春の3時間スペシャル～　出演
- NHK「うたコン」コーラス　２０１６年〜現在

## コーラスサポート、レコーディング参加アーティスト
- SMAP
- 徳永英明
- ナオトインティライミ
- 坂本冬美
- 谷村新司
- コブクロ
- 松山千春
- 高見沢俊彦
- 槇原敬之
- 小野賢章
- 神谷浩史
- 小野大輔
- 小野友樹
- EXILE（ATSUSHI）
- カーペンターズ（リチャードカーペンター）
- 藤澤ノリマサ
- ユンサンヒョン
- Cord-V
- AK-69
- アニメ「黒子のバス ケ」
- A peace
- 青木隆二
- 森山直太朗
- 村松 崇継

など